# Primera División de Argentina 2010/2011
Primera División de Argentina 2010/2011 var den 120:e upplagan av den argentinska högstaligan i fotboll. Totalt 20 lag deltog i två olika turneringar som spelades under säsongen - Torneo Apertura och Torneo Clausura. Säsongen började 6 augusti 2010 och slutade 30 juni 2011, enbart en dag innan Copa América 2011 inleddes i Argentina.

## Turneringar

### Torneo Apertura
Torneo Apertura påbörjades den 6 augusti 2010 och slutade den 6 februari 2011. Turneringen hette officiellt "Torneo IVECO del Bicentenario Apertura 2010" av sponsorskäl.
I Torneo Apertura spelade alla tjugo lag mot varandra en gång vardera, vilket gav totalt 19 matcher. Det högst placerade laget efter serien slutförts blir mästare av Torneo Apertura och kvalificerade sig därmed till Copa Libertadores 2011. I detta fall blev Estudiantes mästare.
Inget lag flyttas ner i Torneo Apertura.
| Nr | Lag                | S  | V  | O | F  | GM | IM | MS  | P  |
| -- | ------------------ | -- | -- | - | -- | -- | -- | --- | -- |
| 1  | Estudiantes        | 19 | 14 | 3 | 2  | 32 | 8  | +24 | 45 |
| 2  | Vélez Sarsfield    | 19 | 13 | 4 | 2  | 33 | 9  | +24 | 43 |
| 3  | Arsenal            | 19 | 9  | 5 | 5  | 22 | 19 | +3  | 32 |
| 4  | River Plate        | 19 | 8  | 7 | 4  | 21 | 18 | +3  | 31 |
| 5  | Godoy Cruz         | 19 | 7  | 8 | 4  | 32 | 25 | +7  | 29 |
| 6  | Racing             | 19 | 8  | 5 | 6  | 25 | 18 | +7  | 29 |
| 7  | Lanús              | 19 | 8  | 4 | 7  | 20 | 25 | −5  | 28 |
| 8  | All Boys           | 19 | 7  | 5 | 7  | 24 | 23 | +1  | 26 |
| 9  | Newell's Old Boys  | 19 | 6  | 8 | 5  | 13 | 12 | +1  | 26 |
| 10 | Colón              | 19 | 7  | 5 | 7  | 21 | 29 | −8  | 26 |
| 11 | Boca Juniors       | 19 | 7  | 4 | 8  | 20 | 20 | 0   | 25 |
| 12 | Tigre              | 19 | 7  | 4 | 8  | 24 | 24 | 0   | 25 |
| 13 | Argentinos Juniors | 19 | 6  | 6 | 7  | 22 | 21 | +1  | 24 |
| 14 | San Lorenzo        | 19 | 6  | 6 | 7  | 18 | 20 | −2  | 24 |
| 15 | Banfield           | 19 | 4  | 8 | 7  | 20 | 19 | +1  | 20 |
| 16 | Quilmes            | 19 | 4  | 7 | 8  | 14 | 23 | −9  | 19 |
| 17 | Olimpo             | 19 | 5  | 3 | 11 | 18 | 26 | −8  | 18 |
| 18 | Huracán            | 19 | 4  | 4 | 11 | 16 | 33 | −17 | 16 |
| 19 | Gimnasia y Esgrima | 19 | 3  | 6 | 10 | 13 | 23 | −10 | 15 |
| 20 | Independiente      | 19 | 2  | 8 | 9  | 13 | 26 | −13 | 14 |

### Torneo Clausura
Torneo Clausura påbörjades den 11 februari 2011 och slutade den 19 juni 2011. Turneringen hette officiellt "Torneo Clausura Néstor Kirchner 2011" av sponsorskäl.
I Torneo Clausura spelade alla tjugo lag mot varandra en gång vardera, vilket gav totalt 19 matcher. Det högst placerade laget efter serien slutförts blev mästare av Torneo Clausura och kvalificerade sig därmed till Copa Libertadores 2012. I denna upplaga blev Vélez Sarsfield mästare.
Inget lag flyttades ner i Torneo Clausura, däremot flyttades två lag ned och två fick kvala efter säsongen, se avsnittet "Nedflyttning".
| Nr | Lag                | S  | V  | O | F  | GM | IM | MS  | P  |
| -- | ------------------ | -- | -- | - | -- | -- | -- | --- | -- |
| 1  | Vélez Sarsfield    | 19 | 12 | 3 | 4  | 36 | 17 | +19 | 39 |
| 2  | Lanús              | 19 | 10 | 5 | 4  | 29 | 16 | +13 | 35 |
| 3  | Godoy Cruz         | 19 | 10 | 4 | 5  | 33 | 28 | +5  | 34 |
| 4  | Olimpo             | 19 | 8  | 6 | 5  | 28 | 23 | +5  | 30 |
| 5  | Argentinos Juniors | 19 | 7  | 9 | 3  | 16 | 11 | +5  | 30 |
| 6  | Independiente      | 19 | 7  | 8 | 4  | 30 | 20 | +10 | 29 |
| 7  | Boca Juniors       | 19 | 7  | 7 | 5  | 24 | 22 | +2  | 28 |
| 8  | Banfield           | 19 | 7  | 6 | 6  | 24 | 24 | 0   | 27 |
| 9  | River Plate        | 19 | 6  | 8 | 5  | 15 | 15 | 0   | 26 |
| 10 | Arsenal            | 19 | 6  | 7 | 6  | 25 | 22 | +3  | 25 |
| 11 | Tigre              | 19 | 6  | 7 | 6  | 25 | 26 | −1  | 25 |
| 12 | All Boys           | 19 | 7  | 4 | 8  | 14 | 19 | −5  | 25 |
| 13 | Estudiantes        | 19 | 6  | 6 | 7  | 18 | 19 | −1  | 24 |
| 14 | San Lorenzo        | 19 | 5  | 8 | 6  | 19 | 17 | +2  | 23 |
| 15 | Racing             | 19 | 7  | 2 | 10 | 25 | 26 | −1  | 23 |
| 16 | Colón              | 19 | 6  | 3 | 10 | 20 | 27 | −7  | 21 |
| 17 | Quilmes            | 19 | 5  | 5 | 9  | 24 | 27 | −3  | 20 |
| 18 | Gimnasia y Esgrima | 19 | 3  | 9 | 7  | 19 | 25 | −6  | 18 |
| 19 | Newell's Old Boys  | 19 | 4  | 4 | 11 | 16 | 32 | −16 | 16 |
| 20 | Huracán            | 19 | 3  | 5 | 11 | 18 | 42 | −24 | 14 |

## Kvalificering till internationella turneringar
Den argentinska säsongen 2010/2011 kvalificerade lag till Copa Libertadores 2011, Copa Libertadores 2012 och Copa Sudamericana 2011. Främst kvalificerade säsongen lag till turneringarna som spelas under 2011.
För att avgöra vilka som skulle gå vidare till Copa Libertadores 2011 var man tvungna att slå ihop två turneringar, den ena (Torneo Clausura) från 2009/2010 års säsong och den andra (Torneo Apertura) från 2010/2011 års säsong - detta för att Clausura och Apertura spelades under 2010. Vinnarna av båda turneringarna samt tre ytterligare lag fick spela Copa Libertadores 2011. På samma sätt gör man även följande säsong, vilket innebär att vinnaren av Torneo Clausura 2011 kvalificerar sig till Copa Libertadores 2012.
Lagen till Copa Sudamericana kvalificerar sig genom att man slår ihop både Apertura och Clausura för säsongen 2010/2011 till en sammanlagd tabell. Detta innebar att de sex främsta lagen i den sammanlagda tabellen gick vidare till Copa Sudamericana 2011.
Eftersom Independiente vann Copa Sudamericana 2010 var laget direktkvalificerat till både Copa Libertadores 2011 och Copa Sudamericana 2011. Till Copa Libertadores innebar det att de gick vidare på bekostnad av ett annat lag, medan till Copa Sudamericana fick de en extraplats så att det inte gick ut över andra argentinska lag.

### Copa Libertadores 2011
Tabellen för att kvalificera lag för Copa Libertadores 2011 bestod av en sammanslagning av tabellerna för Torneo Apertura under 2010/2011 års säsong samt av Torneo Clausura under 2009/2010 års säsong - detta eftersom båda turneringarna spelades under 2010. Vinnarna av Torneo Apertura 2010 och Clausura 2010 hade en plats klar i och med turneringssegern. I övrigt fick de tre andra bäst placerade lag som inte var mästare i en turnering platsen.
Eftersom Independiente vann Copa Sudamericana 2010 fick de en plats - detta var dock ingen extraplats utan det innebar att endast de två bäst placerade lagen i tabellen förutom Apertura- och Clausura-segrarna fick en plats i Copa Libertadores 2011.
| Nr | Lag                     | S  | V  | O  | F  | GM | IM | MS  | P  |
| -- | ----------------------- | -- | -- | -- | -- | -- | -- | --- | -- |
| 1  | Estudiantes (**)        | 38 | 26 | 7  | 5  | 65 | 22 | +43 | 85 |
| 2  | Vélez Sarsfield         | 38 | 20 | 10 | 8  | 58 | 29 | +29 | 70 |
| 3  | Godoy Cruz              | 38 | 18 | 12 | 8  | 60 | 39 | +21 | 66 |
| 4  | Argentinos Juniors (*)  | 38 | 18 | 11 | 9  | 57 | 44 | +13 | 65 |
| 5  | Racing Club             | 38 | 17 | 7  | 14 | 46 | 40 | +6  | 58 |
| 6  | Lanús                   | 38 | 16 | 9  | 13 | 45 | 48 | −3  | 57 |
| 7  | Newell's Old Boys       | 38 | 14 | 14 | 10 | 45 | 30 | +15 | 56 |
| 8  | River Plate             | 38 | 14 | 11 | 13 | 37 | 39 | −2  | 53 |
| 9  | Banfield                | 38 | 13 | 13 | 12 | 44 | 35 | +9  | 52 |
| 10 | Arsenal                 | 38 | 14 | 9  | 15 | 41 | 52 | −11 | 51 |
| 11 | Tigre                   | 38 | 14 | 7  | 17 | 52 | 50 | +2  | 49 |
| 12 | Independiente (***)     | 38 | 12 | 12 | 14 | 38 | 44 | −6  | 48 |
| 13 | Colón                   | 38 | 11 | 14 | 13 | 41 | 61 | −20 | 47 |
| 14 | Boca Juniors            | 38 | 12 | 9  | 17 | 48 | 55 | −7  | 45 |
| 15 | San Lorenzo             | 38 | 12 | 8  | 18 | 34 | 41 | −7  | 44 |
| 16 | Huracán                 | 38 | 11 | 9  | 18 | 37 | 55 | −18 | 42 |
| 17 | Gimnasia y Esgrima (LP) | 38 | 9  | 12 | 17 | 34 | 52 | −18 | 39 |
| 18 | All Boys                | 19 | 7  | 5  | 7  | 24 | 23 | +1  | 26 |
| 19 | Quilmes                 | 19 | 4  | 7  | 8  | 14 | 23 | −9  | 19 |
| 20 | Olimpo                  | 19 | 5  | 3  | 11 | 18 | 26 | −8  | 18 |

(*) Kvalificerade som mästare av Clausura 2010.

(**) Kvalificerade som mästare av Apertura 2010.

(***) Kvalificerade som mästare av Copa Sudamericana 2010.

### Copa Sudamericana 2011
För att avgöra vilka lag som skulle gå vidare till Copa Sudamericana 2011 slog man ihop resultaten från både Torneo Apertura och Clausura säsongen 2010/2011 och använde en sammanlagd tabell. Där fick de sex främsta lagen i plats i Copa Sudamericana. På grund av att River Plate skulle delta i ett nedflyttningskval (se mer nedan) så kunde de inte få platsen till Copa Sudamericana trots att de kom sexa, så platsen gavs till Argentinos Juniors. Dessutom var Independiente, som kom på 16:e plats sammanlagt, regerande mästare av Copa Sudamericana och fick därför en gratisplats.
| Nr | Lag                | S  | V  | O  | F  | GM | IM | MS  | P  |
| -- | ------------------ | -- | -- | -- | -- | -- | -- | --- | -- |
| 1  | Vélez Sarsfield    | 38 | 25 | 7  | 6  | 69 | 26 | +43 | 82 |
| 2  | Estudiantes        | 38 | 20 | 9  | 9  | 50 | 27 | +23 | 69 |
| 3  | Godoy Cruz         | 38 | 17 | 12 | 9  | 65 | 53 | +12 | 63 |
| 4  | Lanús              | 38 | 18 | 9  | 11 | 49 | 41 | +8  | 63 |
| 5  | Arsenal            | 38 | 15 | 12 | 11 | 47 | 41 | +6  | 57 |
| 6  | River Plate        | 38 | 14 | 15 | 9  | 36 | 33 | +3  | 57 |
| 7  | Argentinos Juniors | 38 | 13 | 15 | 10 | 38 | 32 | +6  | 54 |
| 8  | Boca Juniors       | 38 | 14 | 11 | 13 | 44 | 42 | +2  | 53 |
| 9  | Racing             | 38 | 15 | 7  | 16 | 50 | 43 | +7  | 52 |
| 10 | All Boys           | 38 | 14 | 9  | 15 | 38 | 42 | −4  | 51 |
| 11 | Tigre              | 38 | 13 | 11 | 14 | 49 | 50 | −1  | 50 |
| 12 | Olimpo             | 38 | 13 | 9  | 16 | 44 | 49 | −5  | 48 |
| 13 | Banfield           | 38 | 11 | 14 | 13 | 44 | 43 | +1  | 47 |
| 14 | San Lorenzo        | 38 | 11 | 14 | 13 | 37 | 37 | 0   | 47 |
| 15 | Colón              | 38 | 13 | 8  | 17 | 41 | 56 | −15 | 47 |
| 16 | Independiente      | 38 | 9  | 16 | 13 | 43 | 46 | −3  | 43 |
| 17 | Newell's Old Boys  | 38 | 10 | 12 | 16 | 29 | 43 | −14 | 42 |
| 18 | Quilmes            | 38 | 9  | 12 | 17 | 38 | 50 | −12 | 39 |
| 19 | Gimnasia y Esgrima | 38 | 6  | 15 | 17 | 32 | 48 | −16 | 33 |
| 20 | Huracán            | 38 | 7  | 9  | 22 | 34 | 75 | −41 | 30 |

## Nedflyttning
För att bestämma vilket lag som skulle flyttas ner så hade man en speciell tabell för nedflyttning och nedflyttningskval. Det gick till så att man tog alla lagens poäng och spelade matcher de senaste tre säsongerna och fick fram en genomsnittspoäng per match. De två lag med sämst genomsnitt flyttades ner och de två sämsta efter det fick spela nedflyttningskval.
Eftersom Gimnasia y Esgrima och Huracán hamnade på samma genomsnittspoäng spelades det en kvalmatch för att avgöra vilka som skulle kvala sig kvar och vilket lag som skulle flyttas ner.
| Nr | Lag                | 2008/2009 | 2009/2010 | 2010/2011 | Poäng | Matcher | Poängsnitt |
| -- | ------------------ | --------- | --------- | --------- | ----- | ------- | ---------- |
| 1  | Vélez Sársfield    | 66        | 61        | 82        | 209   | 114     | 1.833      |
| 2  | Lanús              | 75        | 60        | 63        | 198   | 114     | 1.737      |
| 3  | Estudiantes        | 57        | 71        | 69        | 197   | 114     | 1.728      |
| 4  | Banfield           | 46        | 73        | 47        | 166   | 114     | 1.456      |
| 5  | Godoy Cruz         | 49        | 53        | 63        | 165   | 114     | 1.447      |
| 6  | Argentinos Juniors | 38        | 73        | 54        | 165   | 114     | 1.447      |
| 7  | Newell's Old Boys  | 52        | 69        | 42        | 163   | 114     | 1.43       |
| 8  | San Lorenzo        | 63        | 52        | 47        | 162   | 114     | 1.421      |
| 9  | Boca Juniors       | 61        | 47        | 53        | 161   | 114     | 1.412      |
| 10 | Colón              | 57        | 55        | 47        | 159   | 114     | 1.395      |
| 11 | All Boys           | —         | —         | 51        | 51    | 38      | 1.342      |
| 12 | Racing             | 52        | 46        | 52        | 150   | 114     | 1.316      |
| 13 | Independiente      | 39        | 68        | 43        | 150   | 114     | 1.316      |
| 14 | Arsenal            | 46        | 46        | 57        | 149   | 114     | 1.307      |
| 15 | Tigre              | 62        | 32        | 50        | 144   | 114     | 1.263      |
| 16 | Olimpo             | —         | —         | 48        | 48    | 38      | 1.263      |
| 17 | River Plate        | 41        | 43        | 57        | 141   | 114     | 1.237      |
| 18 | Gimnasia y Esgrima | 55        | 37        | 33        | 125   | 114     | 1.096      |
| 19 | Huracán            | 58        | 37        | 30        | 125   | 114     | 1.096      |
| 20 | Quilmes            | —         | —         | 39        | 39    | 38      | 1.026      |

### Nedflyttningskval
Innan nedflyttningskval kunde spelas var Gimnasia y Esgrima och Huracán tvungna att spela en match för att avgöra vilket lag som skulle åka ur och vilket lag som skulle få en chans att kvala sig kvar.

#### Playoff
|            | 22 juni 2011 | Hurcán | 0 – 2   | Gimnasia y Esgrima | La Bombonera |              |
| 15:00 UTC− | 15:00 UTC−   |        | Rapport |                    | Buenos Aires | Buenos Aires |
| 15:00 UTC− | 15:00 UTC−   |        |         |                    | Buenos Aires | Buenos Aires |
| 15:00 UTC− | 15:00 UTC−   |        |         |                    | Buenos Aires | Buenos Aires |

Hurcán nedflyttad, Gimnasia y Esgrima till kval om Primera División 2011/2012.

#### Kval till Primera División 2011/2012
|            | 22 juni 2011 | Belgrano | 2 – 0   | River Plate | Gigante de Alberdi |         |
| 21:00 UTC− | 21:00 UTC−   |          | Rapport |             | Córdoba            | Córdoba |
| 21:00 UTC− | 21:00 UTC−   |          |         |             | Córdoba            | Córdoba |
| 21:00 UTC− | 21:00 UTC−   |          |         |             | Córdoba            | Córdoba |

|            | 26 juni 2011 | River Plate | 1 – 1   | Belgrano | Más Monumental |              |
| 15:00 UTC− | 15:00 UTC−   |             | Rapport |          | Buenos Aires   | Buenos Aires |
| 15:00 UTC− | 15:00 UTC−   |             |         |          | Buenos Aires   | Buenos Aires |
| 15:00 UTC− | 15:00 UTC−   |             |         |          | Buenos Aires   | Buenos Aires |

Belgrano kvalificerade sig för Primera División 2011/2012.
|            | 26 juni 2011 | San Martín | 1 – 0   | Gimnasia y Esgrima | Ingeniero Hilario Sánchez |          |
| 19:10 UTC− | 19:10 UTC−   |            | Rapport |                    | San Juan                  | San Juan |
| 19:10 UTC− | 19:10 UTC−   |            |         |                    | San Juan                  | San Juan |
| 19:10 UTC− | 19:10 UTC−   |            |         |                    | San Juan                  | San Juan |

|            | 30 juni 2011 | Gimnasia y Esgrima | 1 – 1   | San Martín | Juan Carmelo Zerillo |          |
| 15:00 UTC− | 15:00 UTC−   |                    | Rapport |            | La Plata             | La Plata |
| 15:00 UTC− | 15:00 UTC−   |                    |         |            | La Plata             | La Plata |
| 15:00 UTC− | 15:00 UTC−   |                    |         |            | La Plata             | La Plata |

San Martín kvalificerade sig för Primera División 2011/2012.